# 克里米亚自治共和国最高拉达
克里米亞自治共和國最高拉達（烏克蘭語：Верховна Рада Автономної Республіки Крим；一譯克里米亞自治共和國最高議會）是乌克兰克里米亞自治共和國由100名议员组成的地方议会。原稱克里米亞自治共和國最高蘇維埃，自1994年9月21日起，其烏克蘭語名字改用今名。目前該議會暫停存在。
2014年克里米亞危機發生。2月27日，一群身份不明的武裝人員接管了克里米亞最高拉達，並在議會上懸掛了一面俄羅斯國旗。3月11日，在俄羅斯操縱下，克里米亞最高拉達經過投票，宣佈克里米亞自烏克蘭獨立。烏克蘭認定此為違憲行為。3月15日，烏克蘭最高拉達正式下令解散克里米亞最高拉達。3月17日，在俄羅斯吞併克里米亞的前一天，克里米亞國家議會宣告成立，取代了克里米亞最高拉達的職能。翌日，俄羅斯聯邦吞併克里米亞。烏克蘭認定俄羅斯的吞併為非法，對此不予承認。

## 权力
原先克里米亞自治共和國最高议会的设立是依据1998年2月10日乌克兰最高拉达通过的一份议案。该议会没有立法权限。根据该自治共和国法律，该最高议会有权确定自己的选举日期。
2014年克里米亞歸屬公投後，克里米亞单方面宣布将其改组为俄罗斯联邦的克里米亞共和國國家議會，但烏克蘭不予承認。

## 最末次的选举结果
2010年克里米亚最高议会选举
| 政党         | 投票数  | 得票率% | 票数增长率% | 单一席位 | 比例席位 | 席位变化 |
| ------------ | ------- | ------- | ----------- | -------- | -------- | -------- |
| 地区党       | 357030  | 48.93%  | +19.54%     | 32       | 48       | +4       |
| 共产党       | 54172   | 7.42%   | +1.15%      | 5        |          | -4       |
| 人民运动     | 51253   | 7.02%   | +0.47%      | 5        |          | -3       |
| 联合党       | 38514   | 5.28%   | -1.47%      | 3        | 2        | -5       |
| 统俄党       | 29343   | 4.02%   |             | 3        |          |          |
| 强大的乌克兰 | 26515   | 3.63%   |             | 2        |          |          |
| 人民党       | 4563    | 0.63%   |             |          |          |          |
| 進步社會黨   | 12614   | 1.73%   |             |          |          | -7       |
| 退休者党     | 11133   | 1.53%   |             |          |          |          |
| 祖国联盟     | 19589   | 2.68%   | -3.62       |          |          | -8       |
| 争取变革阵线 | 8281    | 1.13%   |             |          |          |          |
| 自由联盟     | 1361    | 0.19%   |             |          |          |          |
| 无效票       | 57552   | 7.89%   |             |          |          |          |
| 废票         | 21794   |         | -1.43%      |          |          |          |
| 总计         | 997,575 | 100%    |             | 50       | 50       |          |

## 历任最高拉达主席
- 尼古拉·巴格罗夫（英语：Mykola Bahrov）（1991年3月22日–1994年5月10日）
- 谢尔盖·采科夫（英语：Sergei Tsekov）（1994年5月10日–1995年7月6日）
- 叶夫根尼·苏普鲁纽克（俄语：Супрунюк, Евгений Владимирович）（1995年7月6日–1996年10月9日）
- 瓦西里·基谢廖夫（俄语：Киселёв, Василий Алексеевич (политик)）（1996年10月10日–1997年2月6日）
- 阿纳托利·格里岑科（俄语：Гриценко, Анатолий Павлович）（1997年2月13日–1998年4月29日）
- 列昂尼德·格拉奇（英语：Leonid Hrach）（1998年5月14日–2002年4月29日）
- 鲍里斯·杰伊奇（英语：Boris Deich）（2002年4月29日–2006年5月12日）
- 阿纳托利·格里岑科（俄语：Гриценко, Анатолий Павлович）（2006年5月12日–2010年3月17日）
- 弗拉基米尔·康斯坦丁诺夫（2010年3月17日–2014年3月17日）
- 空缺（2014年–）